# Isabella Clara Eugenia von Spanien

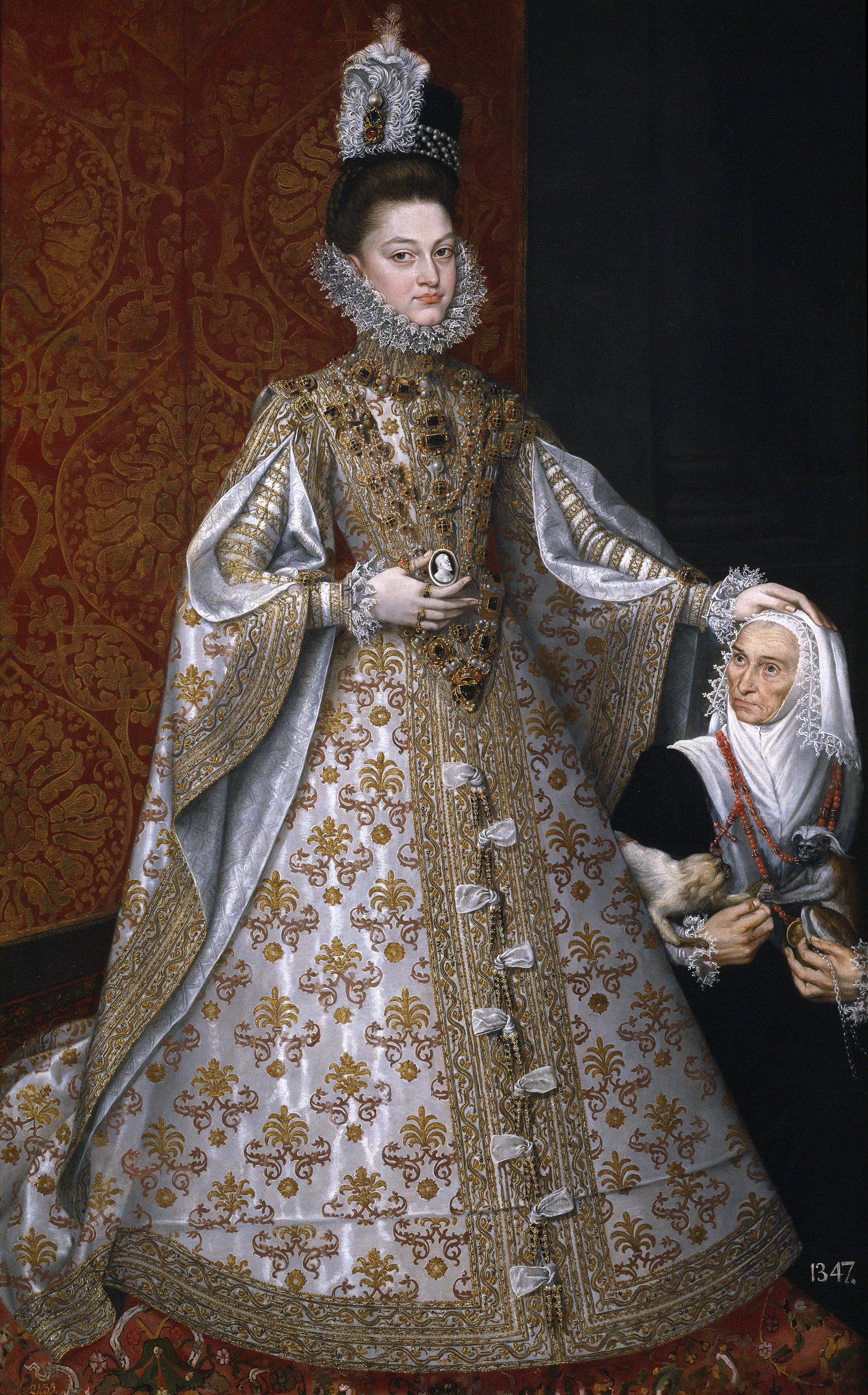
Infantin Isabella Clara Eugenia von Spanien, ca. 1586, Porträt von Alonso Sánchez Coello

Isabella Clara Eugenia von Spanien (spanisch Isabel Clara Eugenia de Austria y Valois; * 12. August 1566 in Segovia in Spanien; † 1. Dezember 1633 in Brüssel) war spanische Infantin und Statthalterin der spanischen Niederlande aus dem Haus Habsburg (Casa de Austria).

## Infanta von Spanien

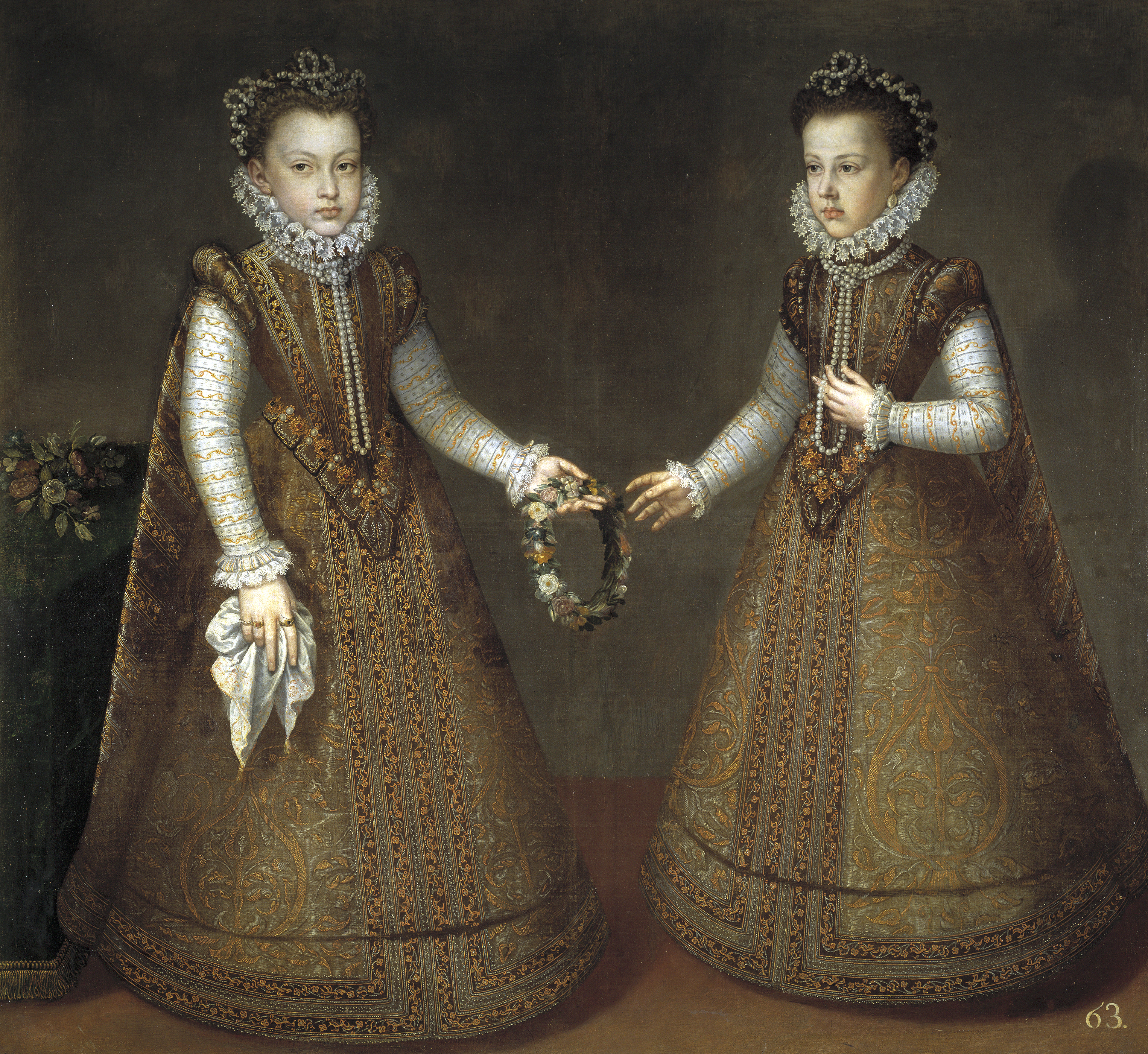
Isabella Clara Eugenia und ihre jüngere Schwester Katharina Michaela im Jahr 1571, Gemälde von Alonso Sánchez Coello

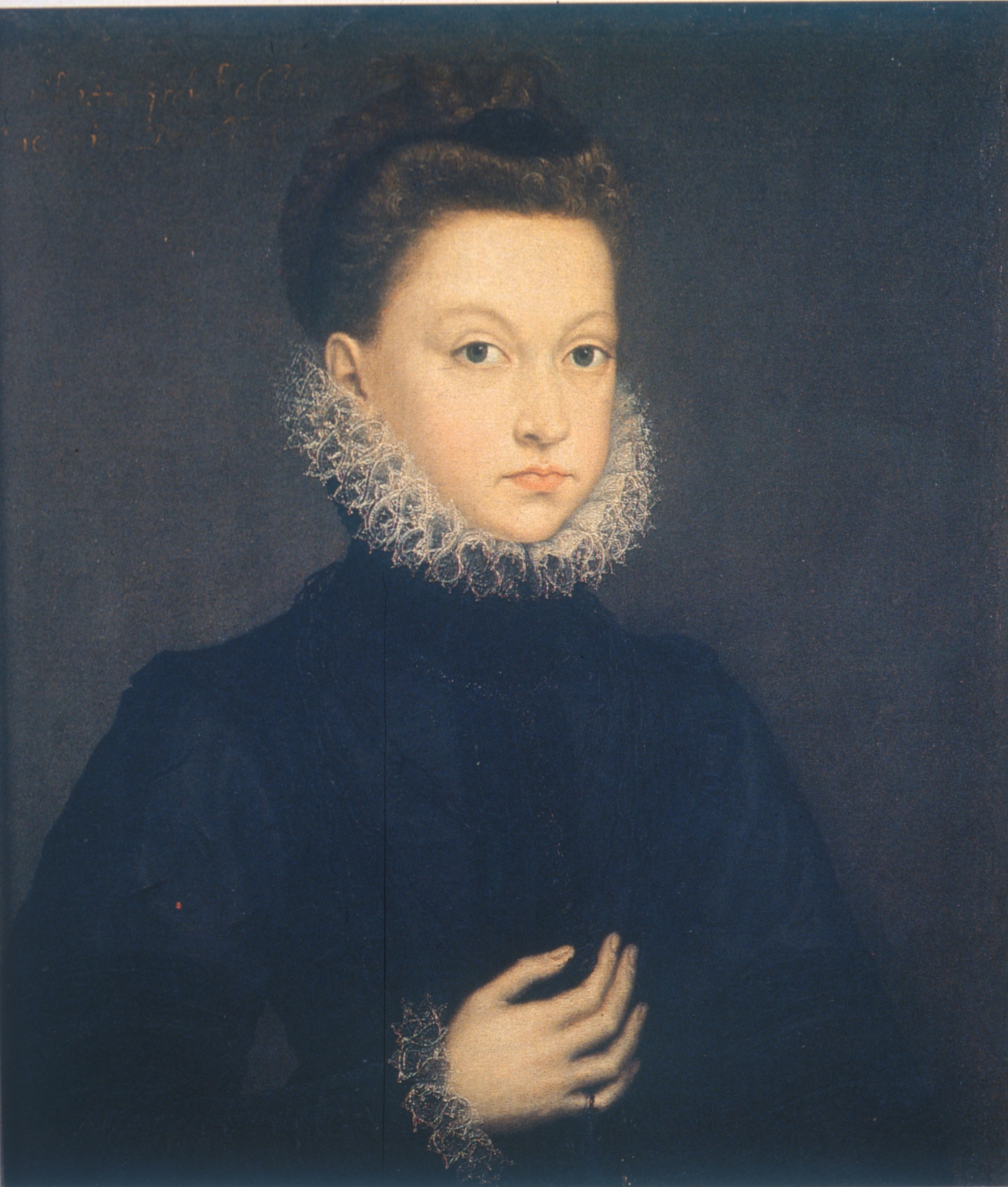
Isabell Clara Eugenia auf einem Porträt von Sofonisba Anguissola, 1573

Infanta Isabella Clara Eugenia war die Tochter des spanischen Königs Philipp II. von Habsburg, Sohn des Kaisers Karl V., und der Elisabeth von Valois. Bei der Geburt kam es für die Mutter zu Komplikationen, sie schwebte mehrere Tage zwischen Leben und Tod. Philipp II., der in zeitgenössischen Quellen als gefühlskalter Monarch beschrieben wird, äußerte nach der Entbindung, dass er sich über das Mädchen mehr freue als über einen männlichen Thronfolger. Die Infantin verlor ihre Mutter jedoch schon im Alter von zwei Jahren und wuchs mit ihrer jüngeren Schwester Katharina Michaela am spanischen Königshof ihres Vaters unter der Obhut der Amme Maria de Messa auf. Der Vater ging nach dem frühen Tod seiner dritten Frau 1570 eine weitere dynastische Verbindung mit seiner Nichte Anna von Österreich ein, der Tochter seiner Schwester Maria von Spanien aus ihrer Ehe mit ihrer beider Cousin, Kaiser Maximilian II. Anna von Österreich nahm sich der beiden Mädchen an und es entwickelte sich ein enges Vertrauensverhältnis zwischen der Stiefmutter und ihren beiden Stieftöchtern.
Die spanische Königin gebar nach einigen im Säuglingsalter verstorbenen Kindern am 14. April 1578 den ersehnten Thronfolger Philipp III. von Spanien. Der spanische Monarch konnte die tiefen Gefühle, die er für seine dritte Frau empfunden hatte, nicht auf seine vierte Frau übertragen und auch keine richtige Beziehung zu seinen Kindern aus der vierten Ehe aufbauen. Seine beiden Töchter Isabella Clara Eugenia und Katharina Michaela von Spanien wurden seine wichtigsten Vertrauenspersonen, die ihn wie auch schon seine verstorbene Frau Elisabeth von Valois bei wichtigen politischen Fragen berieten.
So schrieb er seinen Töchtern am 15. Januar 1582 aus Lissabon Folgendes: „Ich höre, daß es Euch allen gut geht – das sind herrliche Nachrichten für mich! Wenn Eurer kleinen Schwester [Maria (1580–1583), Kind aus seiner vierten Ehe] die ersten Milchzähne kommen, so scheint mir das etwas verfrüht: das soll wohl ein Ersatz für die zwei Zähne sein, die ich im Begriff bin zu verlieren – wenn ich drüben ankomme [in Spanien], werde ich sie kaum mehr haben! Finde ich keinen anderen Grund zum Klagen, so soll es mir recht sein… .“ Unterschrieben wurden diese Briefe mit „Euer guter Vater“.
Besonders innig war das Verhältnis zu Isabella Clara Eugenia. Er bezeichnete sie als Trost seines Alters und Licht seiner Augen. Sie half ihm bei den Regierungsgeschäften, ordnete seine Unterlagen, las ihm wichtige Botschaften vor und übersetzte für ihn italienische Berichte ins Spanische. Während der letzten drei Lebensjahre des Königs bis zu seinem Tod am 13. September 1598 kümmerte sie sich um ihren schwer kranken Vater, der an Fieberanfällen und Gicht litt.
Am 2. August des Jahres 1589 wurde Isabella Clara Eugenias Onkel mütterlicherseits, König Heinrich III. von Frankreich, vom Mönch Jacques Clément ermordet. Heinrich, der letzte französische König aus dem Haus Valois, hinterließ ebenso wenig wie seine Brüder männliche Nachkommen. Philipp II. erhob deshalb Thronansprüche für Isabella Clara Eugenia, da sie die Tochter von Heinrichs ältester Schwester Elisabeth war. Rechtlich schloss aber das salische Gesetz in Frankreich die weibliche Erbfolge aus, und Elisabeth von Valois hatte bei ihrer Hochzeit alle Ansprüche auf den französischen Thron aufgegeben. Der rechtmäßige König nach dem französischen Erbgesetz war der protestantische Hugenottenführer Heinrich von Navarra, der 1589 Heinrich III. inmitten der Religionskriege nachfolgte und 1594 als Heinrich IV. von Frankreich gekrönt wurde.
Im Rahmen der habsburgischen Heiratspolitik wurde Isabella Clara Eugenia in ihrem dritten Lebensjahr mit Rudolf, dem ältesten Sohn Kaiser Maximilians II., verlobt. Nach zwanzig Jahren Verlobungszeit löste Rudolf jedoch die Verlobung. Im Alter von einunddreißig Jahren verlobte sich die Infantin mit Erzherzog Albrecht VII. von Österreich (Albert), der ebenfalls am spanischen Hof Philipps II. erzogen worden war. Erzherzog Albrecht, der Bruder Rudolfs, war mit 18 Jahren zum Kardinal und Erzbischof von Toledo ernannt worden. Philipp II. machte seinen Neffen im Jahre 1583 zum Vizekönig von Portugal und 1595 zum Generalgouverneur der spanischen Niederlande. Für seine Verlobung wurde der Erzherzog 1598 durch den Papst gegenüber der katholischen Kirche entpflichtet.

## Statthalterin der spanischen Niederlande

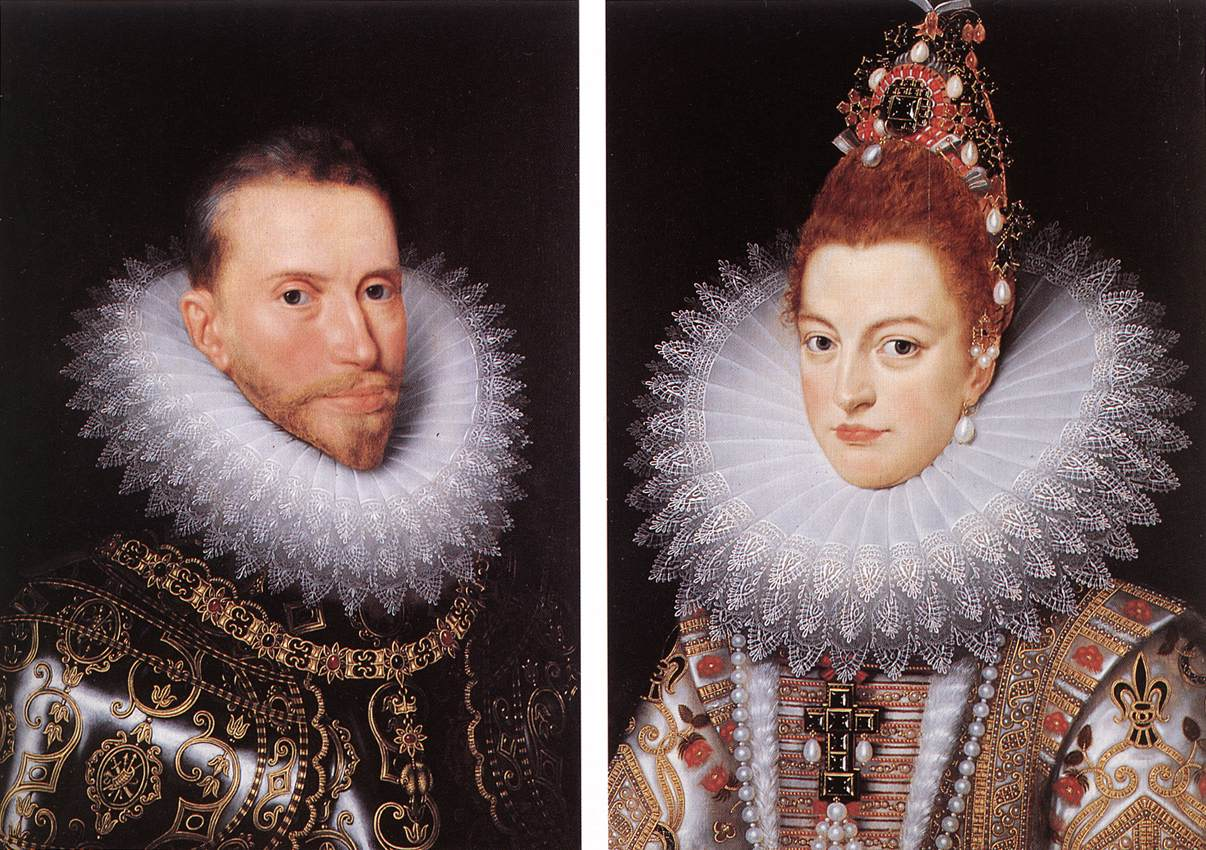
Isabella Clara Eugenia mit ihrem Mann, dem Erzherzog Albrecht VII., Gemälde von Frans Pourbus dem Jüngeren

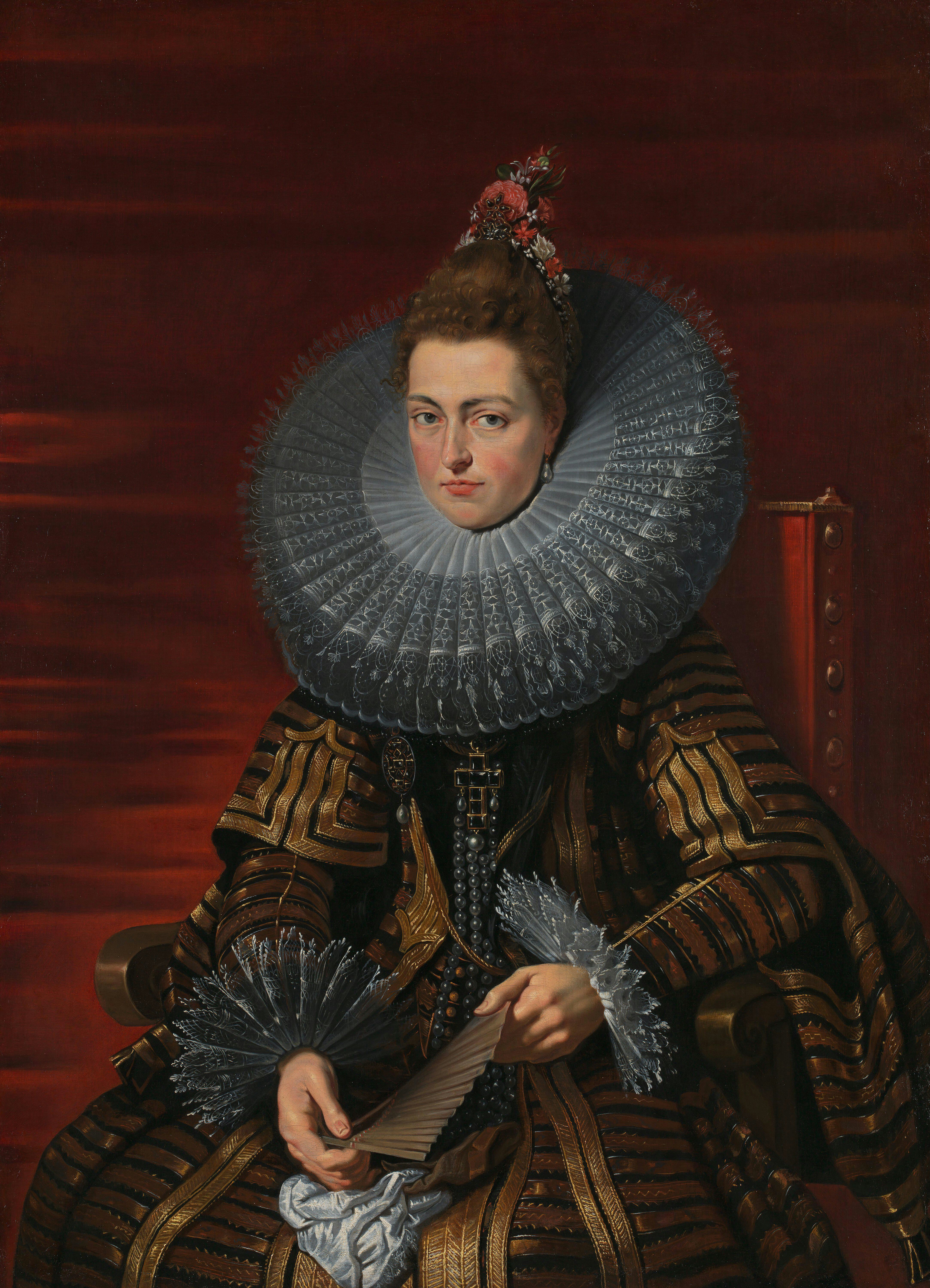
Isabella Clara Eugenia auf einem Porträt von Peter Paul Rubens, 1609

Das Paar erhielt als Brautschatz die katholischen spanischen Niederlande von der spanischen Krone. Noch in der Verlobungszeit übertrug Philipp II. deshalb die Herrschaft über die spanischen Niederlande an Isabella Clara Eugenia. Er trat Flandern, Artois, Hennegau, Brabant, Cambrai, Limburg und Luxemburg an seine Tochter ab. Nur im Falle der Kinderlosigkeit des Paares sollte das Herrschaftsgebiet nach dem Tode von Isabella Clara Eugenia wieder an Spanien zurückfallen.
1598 starb König Philipp II. Am 18. April 1599, nach sieben Monaten Trauerzeit, heirateten die spanische Infantin und der österreichische Erzherzog Albrecht. Während der als glücklich beschriebenen Ehe wurden drei Kinder geboren, sie starben aber als Säuglinge: Erzherzog Philipp wurde am 21. Oktober 1605 und Erzherzog Albert am 21. Jänner 1607 geboren, gefolgt von Erzherzogin Anna Mauritia.
Die Erzherzogin pilgerte wöchentlich zur Sankt-Annenquelle in Laeken, um noch für einen Thronfolger zu beten. Sie ließ später auch den Weg dorthin neu anlegen und 1625 nach dem Tod ihres Mannes die Sankt-Annenkapelle errichten.
In Brüssel, dem Zentrum der spanischen Niederlande, hatte sich das Paar niedergelassen. Das Herrschaftsgebiet erstreckte sich südlich von Rhein und Maas bis in die heutigen Staaten Luxemburg und Belgien. De facto war zu diesem Zeitpunkt nur noch die südliche Hälfte der Niederlande unter der Kontrolle der Spanier, die nördliche Hälfte (siehe auch Achtzigjähriger Krieg), auch Generalstaaten genannt, war in der Hand der calvinistischen Niederländer.
Der Herzog und die Infantin bemühten sich darum, das Elend vergangener Kriegsjahre zu mindern. Albrecht handelte 1609 einen zwölfjährigen Waffenstillstand mit den nördlichen Provinzen aus und so konnte das höfische, gesellschaftliche und kirchliche Leben in und um Brüssel wieder aufblühen. 1609 wurde Peter Paul Rubens als Hofmaler verpflichtet.
Die Infantin unterstützte die englische Adelige Maria Ward ab 1608 bei der Gründung ihrer Institute zur Ausbildung von Mädchen und jungen Frauen in St. Omer und Lüttich durch Genehmigungen sowie finanziell und 1621 zur Erlangung der Bestätigung für eine Ordensgründung mit einem Pass für eine Romreise.
Im April 1621 lief das zwölfjährige Waffenstillstandsabkommen aus, im Juli starb Albrecht. Da es keinen Erbfolger gab, fielen die katholischen Niederlande wieder zurück an die spanische Krone. Der inzwischen in Spanien regierende, noch junge König Philipp IV. war jedoch nicht am Friedensschluss interessiert. Sein leitender Minister Olivares strebte danach, die einstige Großmachtstellung Spaniens in Europa wiederherzustellen, und glaubte, einen Krieg gegen die nördlichen Provinzen gewinnen zu können. So scheiterten die schon begonnenen Friedensgespräche und die Folge waren weitere Kriegsjahre.
Aus dieser Zeit stammt ein noch heute sichtbares Bauwerk, welches von seiner Dimension einem römischen Limes nahe kommt, die Fossa Eugeniana. Isabella ordnete den Bau eines schiffbaren Kanals zwischen Rhein und Maas an, der zum einen die Provinzen der Generalstaaten vom Handel abschneiden und zum anderen auch als Verteidigungslinie gegen die nördlichen Niederländer dienen sollte. Der Kanal zwischen Rheinberg und Venlo war 48 km lang und hatte 24 befestigte Schanzen. Große Teile davon sind noch heute sichtbar. In einer zweiten Ausbaustufe sollte der Kanal bis zur Schelde weitergeführt werden. Doch auf Grund der militärischen Erfolge der Generalstaaten kam es nicht mehr dazu.
Nach dem Tode Herzog Albrechts 1621 regierte Isabella Clara Eugenia, nun als Statthalterin von Spanien eingesetzt, allein weiter. Sie gab die Hoffnung auf einen Frieden trotz der gespannten Lage nicht auf und schickte 1623 den international erfahrenen Maler Peter Paul Rubens nach Den Haag, um dort, unter dem Anschein künstlerischer Aktivitäten und ohne Wissen Spaniens, geheime Friedensverhandlungen mit den Generalstaaten zu führen. Die Bemühungen Rubens’ wurden bekannt und es kam eine Konferenz zwischen Spanien und den nördlichen Niederlanden zustande. Doch blieb diese ergebnislos, da beide Kriegsparteien auf ihren jeweiligen Standpunkten beharrten.
Mit Beginn des Dreißigjährigen Krieges in Mitteleuropa durch den zweiten Prager Fenstersturz weitete sich der Krieg auch in die Niederlande aus. Isabella versuchte mit verschiedenen Initiativen in ihrem Rahmen zum Frieden beizutragen. So verhandelte Peter Paul Rubens auf ihr Geheiß hin ab 1627 offiziell zwischen England und Spanien um Frieden. Er war erfolgreich und versuchte danach noch einmal, ein Einlenken der Generalstaaten gegenüber Spanien zu erreichen. Diesmal scheiterte er am Starrsinn Den Haags.
Nach 1630 gewann die Armee der Generalstaaten unter Friedrich Heinrich, dem ‚Städtebezwinger‘, deutlich an Gebieten auf dem spanischen Territorium. Dies konnte auch der Nachfolger, der Kardinalinfant Ferdinand, Sieger der Schlacht bei Nördlingen, nicht verhindern.

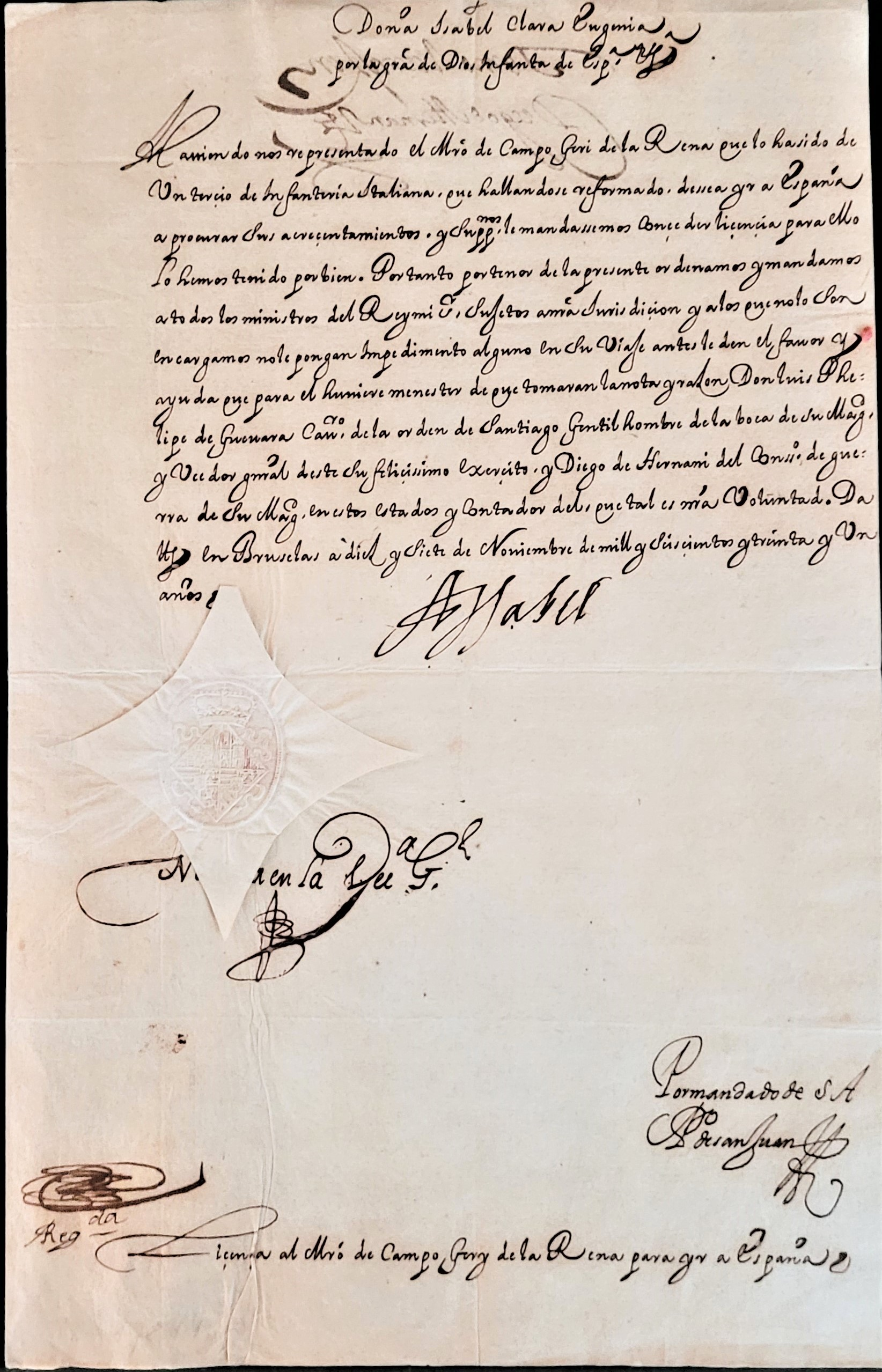
Dokument mit Unterschrift von Isabella Clara Eugenia als Statthalterin der Niederlande, 1631

Isabella Clara Eugenia starb ohne weitere Erfolge bei ihren Friedensbemühungen, die einen Teil ihrer historischen Leistung ausmachen, am 1. Dezember 1633 in Brüssel. Nach ihrem Tod fielen die spanischen Niederlande aufgrund der Kinderlosigkeit des Paares wieder an Spanien zurück.

## Bedeutung für die Kunst
Isabella Clara Eugenia hatte ein großes Interesse an Kunst und ihr Hof war ein Anziehungspunkt für Maler und Künstler. Besonders unterstützte und förderte sie ihren Hofmaler Peter Paul Rubens, der für sie auch als Gesandter und Friedensvermittler tätig war.
Mit dem Namen Isabellas verbindet sich die Legende von der Herkunft des Farbnamens Isabell.